# San Pablo, Nariño
San Pablo là một khu tự quản thuộc tỉnh Nariño, Colombia. Thủ phủ của khu tự quản San Pablo đóng tại San Pablo Khu tự quản San Pablo có diện tích 143 ki lô mét vuông. Đến thời điểm ngày 28 tháng 5 năm 2005, khu tự quản San Pablo có dân số 17164 người.